# 1985年の映画
1985年の映画（1985ねんのえいが）では、1985年（昭和60年）の映画分野の動向についてまとめる。
1984年の映画 - 1985年の映画 - 1986年の映画

## 出来事

### 世界
- 『ランボー/怒りの脱出』（ジョージ・P・コスマトス監督）、 『ポリス・アカデミー2』（ジェリー・パリス（英語版）監督）、『マッドマックス/サンダードーム』（監督：ジョージ・ミラー、ジョージ・オギルヴィー（英語版））など、ハリウッドはシリーズ物が増加[1]。
- 1月27日 - 第42回ゴールデングローブ賞授賞式が行われ、ドラマ部門で『アマデウス』が、ミュージカル・コメディ部門で『ロマンシング・ストーン 秘宝の谷』が作品賞を受賞した。
- 2月15日 - 2月26日 - 第35回ベルリン国際映画祭が開催され、東ドイツの『Die Frau und der Fremde』とイギリスの『ウェザビー』が金熊賞を受賞した。
- 3月25日 - 第57回アカデミー賞の結果が発表され、『アマデウス』が作品賞、監督賞、主演男優賞、脚色賞、美術賞、衣裳デザイン賞、メイクアップ賞、音響賞の8部門を受賞した。
- 7月12日 - 第14回モスクワ映画祭で川喜多かしこがソ連映画同盟賞受賞[2]。
- 8月8日 - 米国、女優ルイーズ・ブルックス死去[1][3]。
- 9月19日 - 黒澤明監督が仏芸術文化勲章コマンドゥール（最高位）受章[2]。
- 9月30日 - フランス、女優シモーヌ・シニョレ死去[1][4]。
- 10月2日 - 米国、俳優ロック・ハドソン、エイズ（HIV感染症）で死去[1][5]。
- 10月8日 - メディア王ルパート・マードック、20世紀フォックスを完全買収[2]。
- 10月10日
  - 米国、俳優ユル・ブリンナー死去[1][6]。
  - 米国、オーソン・ウェルズ（監督・俳優）死去[1][7]。
- 月日不詳
  - イタリア、レナート・カステラーニ死去[1]。

### 日本
- イタリア映画祭、スペイン映画祭、アフリカ映画祭など各国映画祭が開催される[1]。
- 1月
  - ソニー、カメラ一体型8ミリビデオ〔CCD-V8〕発売[2]。
  - 1月1日 - 全国興行生活衛生同業組合連合会の呼びかけで、初の元旦ファン感謝デー（入場料金半額サービス）を全国で実施[8]。
- 2月
  - 2月18日
    - 衛星通信事業・日本通信衛星企画（JSAT）設立[2]。
    - 都興組が入場税軽減による消費者への還元を協議[2]。

  - 2月13日 - 風営法改正[9]。街頭におけるポスターの規制や映画タイトルに「女高生」「女教師」などの単語使用不可[10]。
  - 2月28日 - 都興組と情報誌ぴあが「映画ファン感謝デー! 前夜祭びあテン&もあテン」発表イベント開催[2]。
- 3月
  - 3月3日 - 東宝、大阪・南街ブロックで「映画ガラクタ市」開催[2]。3月11日、売上金の一部を朝日放送ABCチャリティ基金に寄附[2]。
  - 3月17日 - 東宝事業開発室・東宝美術・東宝映像などの東宝グループが取り組んだ「つくば科学万博」が開幕 (9月16日まで)[2]。
  - 3月18日 - 『乱』・『ビルマの竪琴』・『夜叉』の3作品で、初めての「番組共通特別鑑賞券」を社内前売開始[2]。
  - 3月22日 - 衛星通信事業・宇宙通信（SCC）設立[2]。
- 4月
  - 松竹とCBS/FOXビデオ（英語版）が提携[2]。5月21日、共同でビデオソフト販売・レンタル業務開始[2]。名称は「松竹CBS/FOXビデオ」[2]。
  - 4月1日 - 入場税改正、映画は入場料金2,000円以下は非課税、2,001円以上は10%課税[11][12][13]。
  - 4月26日 - 大阪・三番街シネマ、「開場10周年記念フェスティバル」開催[2]。5月14日、チャリティバザールの売上を東京国立近代美術館フィルムセンター再建のために寄附[2]。
- 5月
  - 5月21日 - ソニー、ベータマックスの高画質機種〔SL-HF900〕発売[2]。
  - 5月31日 - 第1回東京国際映画祭開幕（6月9日まで）[2]。映画祭の映画祭、ヤングシネマ'85、国際女性映画週間、東京国際ファンタスティック映画祭、アラウンド・ザ・ワールド、アニメ・フェスティバル、第30回アジア太平洋映画祭など開催[2]。特例により〔アンダー〕ヘア限定解禁[1]。
- 6月
  - 6月1日
    - 『乱』（黒澤明監督）公開[2]。映画ファン感謝デーと重なり初日盛況、大ヒット[2]。
    - 創立15周年を迎えたCICがユナイテッド・インターナショナル・ピクチャーズ（UIP）と改称[2]。

  - 6月8日 - 『夢千代日記』（浦山桐郎監督）封切[14][15]。6月13日、東京・高田馬場東映、五反田東映で耳が不自由な人向けの字幕で上映[15]。
  - 6月9日 - 相米慎二監督『台風クラブ』が第1回東京国際映画祭ヤングシネマ85の大賞受賞[2]。
  - 6月10日 - 芸術祭参加公演から映画・ラジオ・テレビ・レコードの媒体芸術が外れ、代替の顕彰制度として文化庁芸術作品賞が新設される[2]。
  - 6月15日 - スタジオジブリが発足[2]。最初の拠点地は東京都武蔵野市吉祥寺南町にある第2井野ビル。社長は徳間康快（徳間書店代表取締役社長）、運営者は原徹（元・トップクラフト代表取締役社長）。
  - 6月17日 - 加藤泰監督死去[1][16]。
  - 6月27日 - ウォルト・ディズニー・プロダクションが普通株式を東京証券取引所に上場[2]。
- 7月
  - 7月1日
    - 東京・浅草日活劇場を浅草名画座に改称[15]。
    - スバル興業、東京証券取引所第1部に上場[2]。

  - 7月6日 - 池袋シネマサンシャイン5館オープン[2]。
  - 7月13日 - 東映まんがまつり（『キャプテン翼 ヨーロッパ大決戦』など）が封切[15]。
  - 7月20日 - 『ビルマの竪琴』（市川崑監督）公開、東宝単独配給作品としては『影武者』（配給収入27億円[17]）の記録を上回る大ヒット[2]。
- 8月
  - 8月31日 - 日本ビクター、VHS方式VTRの高画質（HQ）機種〔HR-D565〕発売[2]。
- 9月
  - 9月7日 - にっかつロマンポルノ、新路線ロマンXスタート[1][18]。
  - 9月11日 - 女優・夏目雅子、死去[2]。
  - 9月14日 - 池袋ジョイシネマ1がオープン。12月15日、ジョイシネマ2もオープン[2]。
  - 9月18日 - 米映画『ザ・ローリング・ストーンズ』（別題:『レッツ・スペンド・ザ・ナイト・トゥゲザー』）のビデオ無断輸入訴訟で和解成立[2]。
  - 9月22日 - 京都・東映太秦映画村、第1回京都うづまさ映画祭開催（11月25日まで）[19]。
  - 9月27日 - 俳優・大友柳太朗死去[2]。
- 10月
  - 10月1日 - 東宝、東京・砧に事業部直営のビデオ宅配レンタル店「ビデオメイツ東宝」開店[2]。
  - 10月5日 - 渋谷松竹セントラル、オープン[2]。
  - 10月17日 - 赤坂プリンスホテルで東映配給、スタジオジブリ制作の長編アニメーション映画・『天空の城ラピュタ』の製作発表会が開かれ、宮崎駿（原作、脚本、監督）、高畑勲（プロデューサー）、山下辰巳（徳間書店専務取締役）、尾形英夫（徳間書店アニメージュ編集長）、鈴木常承（東映営業部長・洋画部長）が出席[20]。
  - 10月20日 - 浦山桐郎監督死去[1][21]。
  - 10月24日 - 元大映社長・永田雅一死去[2]。
- 11月
  - 「ゴジラ」のオリジナルストーリーを一般募集、応募総数5,025本[2]。
  - 11月2日 - 東京・新宿プラザ劇場リニューアル・オープン[2]。
  - 11月3日
    - 黒澤明監督、映画界初の文化勲章受賞[1][2]。
    - 名古屋・名宝会館50周年記念行事開催[2]。

  - 11月6日 - シネセゾン渋谷、オープン[2]。
  - 11月19日 - 東映、有楽町マリオン2期工事の新ビルに洋画ロードショー劇場〔丸の内ルーブル〕進出を決定[2]。運営会社として東急レクリエーションとの合弁でテイ・アンド・テイ映画興行を設立[15][2]。
  - 11月30日 - 東京・新宿東映ホール2、シネサロン風になってリニューアル・オープン[15]。
- 12月
  - 12月7日 - UIP配給『バック・トゥ・ザ・フューチャー』（ロバート・ゼメキス監督）公開され、大ヒット[2]。シリーズ全3作が高稼働となった[2]。
  - 12月14日 - 『野蛮人のように』（川島透監督） / 『ビー・バップ・ハイスクール』（那須博之監督）、東映洋画系で封切、ヒット[15]。特に『ビー・バップ・ハイスクール』は、仲村トオルと清水宏次朗、2人のアイドルスターを輩出する人気シリーズとなった[22]。
- 月日不詳
  - ポール・シュレイダー監督の『MISHIMA』が完成するが、諸問題を理由に日本未公開[1]。

## 周年
- 創業90周年
  - 松竹[23]

## 日本の映画興行
- 入場料金（大人） 
  - 1,500円[24]
  - 映画館・映画別
    - 1,500円（松竹、正月映画『男はつらいよ 寅次郎真実一路』）[25]
    - 1,500円（松竹、8月公開『男はつらいよ 寅次郎恋愛塾』）[26]

  - 1,496円（統計局『小売物価統計調査（動向編） 調査結果』[27] 銘柄符号 9341「映画観覧料」）[28]
- 入場者数 1億5513万人[29]
- 興行収入 1734億3800万円[29]
- 家庭用ビデオテープレコーダ(VTR)の普及率 27.8% (内閣府「消費動向調査」)[30]

| 配給会社 | 配給本数 | 配給本数 | 配給本数 | 年間配給収入  | 概要 |
| 配給会社 | 新作     | 再映     | 洋画     | 前年対比      | 概要 |
| -------- | -------- | -------- | -------- | ------------- | --- |
| 松竹     | 16       | 16       | 16       | 53億293万円   | 創業90周年にちなみ年間配給収入の目標を90億円としたが、近年にない不振の1年となった。期待の正月映画2本立て『男はつらいよ 寅次郎真実一路』（山田洋次監督）/『ねずみ小僧怪盗伝』（野村芳太郎監督）は、『ねずみ小僧怪盗伝』が凡作だったため『男はつらいよ』の平均的な成績（12.7億円）で終了。野村監督は『危険な女たち』も失敗。夏の『男はつらいよ 寅次郎恋愛塾』は11億円。キネマ旬報によれば、豪華キャストの『カポネ大いに泣く』はマイナー発想の企画と鈴木清順監督の起用に問題があった。『ファースト・ミッション』/『キッズ』（5.8億円）の2本立ては原価が高く利益が出なかった。『薄化粧』は3億円弱と不発。『哀しい気分でジョーク』/『時代屋の女房2』は惨敗。 |
| 松竹     | 14       | 2        | 0        | 88.2%         | 創業90周年にちなみ年間配給収入の目標を90億円としたが、近年にない不振の1年となった。期待の正月映画2本立て『男はつらいよ 寅次郎真実一路』（山田洋次監督）/『ねずみ小僧怪盗伝』（野村芳太郎監督）は、『ねずみ小僧怪盗伝』が凡作だったため『男はつらいよ』の平均的な成績（12.7億円）で終了。野村監督は『危険な女たち』も失敗。夏の『男はつらいよ 寅次郎恋愛塾』は11億円。キネマ旬報によれば、豪華キャストの『カポネ大いに泣く』はマイナー発想の企画と鈴木清順監督の起用に問題があった。『ファースト・ミッション』/『キッズ』（5.8億円）の2本立ては原価が高く利益が出なかった。『薄化粧』は3億円弱と不発。『哀しい気分でジョーク』/『時代屋の女房2』は惨敗。 |
| 東宝     | 25       | 25       | 25       | 138億4163万円 | 東映の持つ年間配給収入記録を更新する。『ビルマの竪琴』（29.5億円）、『ゴジラ』（17億円）、『乱』（16.7億円）、角川映画『早春物語』/『二代目はクリスチャン』（12.5億円）、『ドラえもん のび太の宇宙小戦争』ほか（12億円）、『愛・旅立ち』/『うる星やつら3 リメンバー・マイ・ラブ』（11.7億円）、『CHECKERS IN TAN TAN たぬき』（11億円）の7番組が配給収入10億円の大台を突破した。しかし、『刑事物語 くろしおの詩』/『潮騒』は当たらなかった。 |
| 東宝     | 22       | 0        | 3        | 170.9%        | 東映の持つ年間配給収入記録を更新する。『ビルマの竪琴』（29.5億円）、『ゴジラ』（17億円）、『乱』（16.7億円）、角川映画『早春物語』/『二代目はクリスチャン』（12.5億円）、『ドラえもん のび太の宇宙小戦争』ほか（12億円）、『愛・旅立ち』/『うる星やつら3 リメンバー・マイ・ラブ』（11.7億円）、『CHECKERS IN TAN TAN たぬき』（11億円）の7番組が配給収入10億円の大台を突破した。しかし、『刑事物語 くろしおの詩』/『潮騒』は当たらなかった。 |
| 東映     | 34       | 34       | 34       | 99億5733万円  | 4年連続年間配給収入100億円突破は実現しなかったが、順調な成績。角川映画『Wの悲劇』/『天国にいちばん近い島』（15.5億円）が東映のトップ。「キン肉マン」と「キャプテン翼」人気で正月（9.5億円）・春休み（9.4億円）・夏休み（10.7億円）の『東映まんがまつり』が大ヒット。文芸作（文芸エロ作）の『櫂』（7.5億円）と『ひとひらの雪』（5億円）は成功。『夢千代日記』、問題作『花いちもんめ』、任侠路線の『最後の博徒』はいまひとつ。『楢山節考』の二匹目のどじょうを狙った『瀬降り物語』、「ヤマト復活3ヵ年計画」第1弾として公開した『オーディーン 光子帆船スターライト』は完全な大失敗。                                                                       |
| 東映     | 30       | 0        | 4        | 75.0%         | 4年連続年間配給収入100億円突破は実現しなかったが、順調な成績。角川映画『Wの悲劇』/『天国にいちばん近い島』（15.5億円）が東映のトップ。「キン肉マン」と「キャプテン翼」人気で正月（9.5億円）・春休み（9.4億円）・夏休み（10.7億円）の『東映まんがまつり』が大ヒット。文芸作（文芸エロ作）の『櫂』（7.5億円）と『ひとひらの雪』（5億円）は成功。『夢千代日記』、問題作『花いちもんめ』、任侠路線の『最後の博徒』はいまひとつ。『楢山節考』の二匹目のどじょうを狙った『瀬降り物語』、「ヤマト復活3ヵ年計画」第1弾として公開した『オーディーン 光子帆船スターライト』は完全な大失敗。                                                                       |
| にっかつ | 66       | 66       | 66       | 26億9615万円  | ロマンポルノが長期低落傾向にある中、上半期は前年比2割減と苦しんだが、下半期はハードポルノ路線の「ザ・折檻」シリーズと本番志向の新路線ロマンXのおかげで持ち直す。また、一般映画の大作も企画していた。 |
| にっかつ | 62       | 4        | 0        | 87.7%         | ロマンポルノが長期低落傾向にある中、上半期は前年比2割減と苦しんだが、下半期はハードポルノ路線の「ザ・折檻」シリーズと本番志向の新路線ロマンXのおかげで持ち直す。また、一般映画の大作も企画していた。 |

出典:「1985年度日本映画・外国映画業界総決算 日本映画」『キネマ旬報』1986年（昭和61年）2月下旬号、キネマ旬報社、1986年、122 - 128頁。

## 各国ランキング

### 日本配給収入ランキング
| 順位 | 題名                                         | 製作国                            | 配給                 | 配給収入 |
| ---- | -------------------------------------------- | --------------------------------- | -------------------- | -------- |
| 1    | ゴーストバスターズ                           | アメリカ合衆国の旗                | コロムビア映画       | 41.0億円 |
| 2    | グレムリン                                   | アメリカ合衆国の旗                | ワーナー・ブラザース | 32.0億円 |
| 3    | ビルマの竪琴                                 | 日本の旗                          | 東宝                 | 29.5億円 |
| 4    | ランボー/怒りの脱出                          | アメリカ合衆国の旗                | 東宝東和             | 24.5億円 |
| 5    | ネバーエンディング・ストーリー               | ドイツの旗 · アメリカ合衆国の旗   | 東宝東和             | 22.0億円 |
| 6    | ゴジラ                                       | 日本の旗                          | 東宝                 | 17.0億円 |
| 7    | 乱                                           | 日本の旗                          | 東宝                 | 16.7億円 |
| 8    | Wの悲劇/天国にいちばん近い島                 | 日本の旗                          | 東映                 | 15.5億円 |
| 9    | 007/美しき獲物たち                           | イギリスの旗 · アメリカ合衆国の旗 | UIP                  | 13.0億円 |
| 10   | 男はつらいよ 寅次郎真実一路 ねずみ小僧怪盗伝 | 日本の旗                          | 松竹                 | 12.7億円 |

| 順位 | 題名                                                                                  | 配給 | 配給収入 | 備考   |
| ---- | ------------------------------------------------------------------------------------- | ---- | -------- | ------ |
| 1    | ビルマの竪琴                                                                          | 東宝 | 29.5億円 |        |
| 2    | ゴジラ                                                                                | 東宝 | 17.0億円 |        |
| 3    | 乱                                                                                    | 東宝 | 16.7億円 |        |
| 4    | Wの悲劇 天国にいちばん近い島                                                          | 東映 | 15.5億円 |        |
| 5    | 男はつらいよ 寅次郎真実一路 ねずみ小僧怪盗伝                                          | 松竹 | 12.7億円 |        |
| 6    | 早春物語 二代目はクリスチャン                                                         | 東宝 | 12.5億円 |        |
| 7    | ドラえもん のび太の宇宙小戦争/ 忍者ハットリくん+パーマン 忍者怪獣ジッポウVSミラクル卵 | 東宝 | 12.0億円 | [ 33 ] |
| 7    | お葬式                                                                                | ATG  | 12.0億円 | [ 34 ] |
| 9    | 愛・旅立ち うる星やつら3 リメンバー・マイ・ラブ                                       | 東宝 | 11.7億円 |        |
| 10   | 男はつらいよ 寅次郎恋愛塾 おら東京さ行ぐだ                                            | 松竹 | 11.0億円 |        |
| 10   | CHECKERS IN TAN TAN たぬき                                                            | 東宝 | 11.0億円 |        |

出典:#7(2)の出典キネマ旬報1986年2月下旬号
それ以外の出典。1985年配給収入10億円以上番組 - 日本映画製作者連盟
| 順位 | 題名                           | 製作国                            | 配給                 | 配給収入     | 備考     |
| ---- | ------------------------------ | --------------------------------- | -------------------- | ------------ | -------- |
| 1    | ゴーストバスターズ             | アメリカ合衆国の旗                | コロムビア映画       | 41億0000万円 | [ 注 2 ] |
| 2    | グレムリン                     | アメリカ合衆国の旗                | ワーナー・ブラザース | 32億0000万円 | [ 注 3 ] |
| 3    | ランボー/怒りの脱出            | アメリカ合衆国の旗                | 東宝東和             | 24億5000万円 | [ 注 4 ] |
| 4    | ネバーエンディング・ストーリー | ドイツの旗 · アメリカ合衆国の旗   | 東宝東和             | 22億0000万円 |          |
| 5    | 007/美しき獲物たち             | イギリスの旗 · アメリカ合衆国の旗 | UIP                  | 13億0000万円 | [ 注 5 ] |
| 6    | スパルタンX                    | 香港の旗                          | 東宝東和             | 11億1000万円 |          |
| 7    | スペースバンパイア             | イギリスの旗 · アメリカ合衆国の旗 | 日本ヘラルド映画     | 11億0000万円 | [ 注 6 ] |
| 8    | ビバリーヒルズ・コップ         | アメリカ合衆国の旗                | UIP                  | 10億2000万円 |          |
| 9    | コットンクラブ                 | アメリカ合衆国の旗                | 松竹富士             | 08億7300万円 |          |
| 10   | アマデウス                     | アメリカ合衆国の旗                | 松竹富士             | 08億0200万円 |          |

#1 - #8の出典:1985年配給収入10億円以上番組 - 日本映画製作者連盟
上記以外の出典:『キネマ旬報ベスト・テン85回全史 1924-2011』キネマ旬報社〈キネマ旬報ムック〉、2012年5月、440頁。ISBN 978-4873767550。

### 北米興行収入ランキング
| 順位 | 題名                           | スタジオ                   | 興行収入     |
| ---- | ------------------------------ | -------------------------- | ------------ |
| 1.   | バック・トゥ・ザ・フューチャー | ユニバーサル               | $210,609,762 |
| 2.   | ランボー/怒りの脱出            | トライスター               | $150,415,432 |
| 3.   | ロッキー4/炎の友情             | ユナイテッド・アーティスツ | $127,873,716 |
| 4.   | カラーパープル                 | ワーナー・ブラザース       | $94,175,854  |
| 5.   | 愛と哀しみの果て               | ユニバーサル               | $87,071,205  |
| 6.   | コクーン                       | 20世紀FOX                  | $76,113,124  |
| 7.   | ナイルの宝石                   | 20世紀FOX                  | $75,973,200  |
| 8.   | 刑事ジョン・ブック 目撃者      | パラマウント               | $68,706,993  |
| 9.   | グーニーズ                     | ワーナー・ブラザース       | $61,389,680  |
| 10.  | スパイ・ライク・アス           | ワーナー・ブラザース       | $60,088,980  |

出典:“1985 Domestic Yearly Box Office Results”.  Box Office Mojo. 2015年12月23日閲覧。

## 日本公開映画
1985年の日本公開映画を参照。

## 受賞
- 第58回アカデミー賞
  - 作品賞 - 『愛と哀しみの果て』
  - 監督賞 - シドニー・ポラック（『愛と哀しみの果て』）
  - 主演男優賞 - ウィリアム・ハート（『蜘蛛女のキス』）
  - 主演女優賞 - ジェラルディン・ペイジ（『バウンティフルへの旅』）

- 第43回ゴールデングローブ賞
  - 作品賞 (ドラマ部門) - 『愛と哀しみの果て』
  - 主演女優賞 (ドラマ部門) - ジェラルディン・ペイジ（『バウンティンフルへの旅』）、ウーピー・ゴールドバーグ（『カラーパープル』）
  - 主演男優賞 (ドラマ部門) - ウィリアム・ハート（『蜘蛛女のキス』）、ジョン・ヴォイト（『暴走機関車』）
  - 作品賞 (ミュージカル・コメディ部門) - 『女と男の名誉』
  - 主演女優賞 (ミュージカル・コメディ部門) - キャスリーン・ターナー（『女と男の名誉』）
  - 主演男優賞 (ミュージカル・コメディ部門) - ジャック・ニコルソン（『女と男の名誉』）
  - 監督賞 - ジョン・ヒューストン（『女と男の名誉』）

- 第51回ニューヨーク映画批評家協会賞 - 『女と男の名誉』

- 第38回カンヌ国際映画祭
  - パルム・ドール - 『パパは、出張中!』（エミール・クストリッツァ）
  - 監督賞 - アンドレ・テシネ（『ランデヴー』）
  - 男優賞 - ウィリアム・ハート（『蜘蛛女のキス』）
  - 女優賞 - ノルマ・アレアンドロ（『オフィシャル・ストーリー』）、シェール（『マスク』）

- 第42回ヴェネツィア国際映画祭
  - 金獅子賞 - 『冬の旅』（アニエス・ヴァルダ）

- 第35回ベルリン国際映画祭
  - 金熊賞 - 『Die Frau und der Fremde』 (Rainer Simon)、『ウェザビー』 (デヴィッド・ヘア)

- 第9回日本アカデミー賞
  - 最優秀作品賞 - 『花いちもんめ』（伊藤俊也）
  - 最優秀主演男優賞 - 千秋実（『花いちもんめ』）
  - 最優秀主演女優賞 - 倍賞美津子（『生きているうちが花なのよ死んだらそれまでよ党宣言』『恋文』『友よ、静かに瞑れ』）

- 第28回ブルーリボン賞
  - 作品賞 - 『乱』
  - 主演男優賞 - 千秋実（『花いちもんめ』）
  - 主演女優賞 - 十朱幸代（『花いちもんめ』『櫂』）
  - 監督賞 - 黒澤明（『乱』）

- 第59回キネマ旬報ベスト・テン
  - 外国映画第1位 - 『アマデウス』
  - 日本映画第1位 -  『それから』

- 第40回毎日映画コンクール
  - 日本映画大賞 - 『乱』

- 第1回芸術作品賞
  - 映画関係（長編映画）
    - 『AKIKO -あるダンサーの肖像-』[36]
    - 『それから』

  - 映画関係（短編映画）
    - 『歌舞伎の魅力 音楽 -おさん・茂兵衛大経師昔暦にみる-』[37]
    - 『琵琶湖・長浜 -曳山祭り-』[38][39][40]

## 誕生

### 1月
- 1月20日 - 井上麻里奈、日本の声優
- 1月24日 - 伊藤友樹、日本の俳優

### 2月
- 2月8日 - 松下奈緒、日本の女優

### 3月
- 3月5日 - 松山ケンイチ、日本の俳優
- 3月22日 - キーラ・ナイトレイ、イギリスの女優
- 3月24日 - 綾瀬はるか、日本の女優

### 4月
- 4月9日 - 山下智久、日本の歌手、俳優
- 4月30日 - ガル・ガドット、イスラエルのモデル・女優

### 5月
- 5月16日 - 酒井彩名、日本の女優

### 6月
- 6月2日 - 沢城みゆき、日本の声優
- 6月15日 - 笹本玲奈、日本の女優
- 6月20日 - 相武紗季、日本の女優
- 6月22日 - 加藤ローサ、日本の女優

### 7月
- 7月11日 - 前田亜季、日本の女優
- 7月16日 - 日笠陽子、日本の声優
- 7月26日 - 加藤夏希、日本の女優

### 8月
- 8月9日 - 木南晴夏、日本の女優
- 8月17日 - 蒼井優、日本の女優

### 9月
- 9月10日 - 松田翔太、日本の俳優
- 9月14日 - 上戸彩、日本の女優・歌手

### 10月
- 10月25日 - 高垣彩陽、日本の声優

### 11月
- 11月30日 - 宮崎あおい、日本の女優
- 11月30日 - 満島ひかり、日本の女優

### 12月
- 12月10日 - 新田恵海、日本の声優
- 12月12日 - 貫地谷しほり、日本の女優
- 12月26日 - 城田優、日本の俳優

## 死去
| 日付 | 日付 | 名前                         | 国籍                            | 年齢 | 職業                                   |
| 1月  | 5日  | ロバート・サーティース       | アメリカ合衆国の旗              | 78   | 撮影監督                               |
| 1月  | 15日 | 矢野口文雄                   | 日本の旗                        | 67   | 録音技師                               |
| 1月  | 25日 | ポール・J・スミス            | アメリカ合衆国の旗              | 78   | 作曲家                                 |
| 2月  | 11日 | ヘンリー・ハサウェイ         | アメリカ合衆国の旗              | 86   | 映画監督                               |
| 2月  | 12日 | 瀧花久子                     | 日本の旗                        | 78   | 女優                                   |
| 2月  | 20日 | クラレンス・ナッシュ         | アメリカ合衆国の旗              | 80   | 声優                                   |
| 2月  | 27日 | J・パット・オマリー          | イギリスの旗                    | 80   | 歌手・俳優                             |
| 2月  | 28日 | ジャン＝ピエール・ラッサム   | フランスの旗                    | 44   | プロデューサー                         |
| 3月  | 21日 | マイケル・レッドグレイヴ     | イギリスの旗                    | 77   | 俳優                                   |
| 3月  | 23日 | 小池朝雄                     | 日本の旗                        | 54   | 俳優・声優                             |
| 4月  | 12日 | 宮口精二                     | 日本の旗                        | 71   | 俳優                                   |
| 5月  | 9日  | 若山セツ子                   | 日本の旗                        | 55   | 女優                                   |
| 5月  | 9日  | エドモンド・オブライエン     | アメリカ合衆国の旗              | 69   | 俳優                                   |
| 5月  | 20日 | 牛原虚彦                     | 日本の旗                        | 88   | 映画監督                               |
| 5月  | 22日 | ウォルフガング・ライザーマン | アメリカ合衆国の旗              | 75   | アニメーター、映画監督、プロデューサー |
| 6月  | 17日 | 加藤泰                       | 日本の旗                        | 68   | 映画監督                               |
| 7月  | 5日  | 黒沼健                       | 日本の旗                        | 83   | 推理作家                               |
| 7月  | 27日 | 天知茂                       | 日本の旗                        | 54   | 俳優                                   |
| 8月  | 8日  | 細川俊夫                     | 日本の旗                        | 68   | 俳優                                   |
| 8月  | 8日  | ルイーズ・ブルックス         | アメリカ合衆国の旗              | 78   | 女優                                   |
| 8月  | 12日 | 津村秀夫                     | 日本の旗                        | 77   | 映画評論家                             |
| 8月  | 12日 | 坂本九                       | 日本の旗                        | 43   | 歌手・俳優                             |
| 8月  | 12日 | 北原遥子                     | 日本の旗                        | 24   | 女優                                   |
| 8月  | 14日 | ゲイル・ソンダガード         | アメリカ合衆国の旗              | 86   | 女優                                   |
| 8月  | 28日 | ルース・ゴードン             | アメリカ合衆国の旗              | 88   | 女優                                   |
| 9月  | 11日 | 夏目雅子                     | 日本の旗                        | 27   | 女優                                   |
| 9月  | 27日 | 大友柳太朗                   | 日本の旗                        | 73   | 俳優                                   |
| 9月  | 27日 | ロイド・ノーラン             | アメリカ合衆国の旗              | 83   | 俳優                                   |
| 9月  | 30日 | シモーヌ・シニョレ           | フランスの旗                    | 64   | 女優                                   |
| 10月 | 2日  | ロック・ハドソン             | アメリカ合衆国の旗              | 59   | 俳優                                   |
| 10月 | 10日 | ユル・ブリンナー             | ロシアの旗 · アメリカ合衆国の旗 | 65   | 俳優                                   |
| 10月 | 10日 | オーソン・ウェルズ           | アメリカ合衆国の旗              | 70   | 映画監督・俳優                         |
| 10月 | 13日 | 蟹江栄司                     | 日本の旗                        | 43   | 声優                                   |
| 10月 | 18日 | 田崎潤                       | 日本の旗                        | 72   | 俳優                                   |
| 10月 | 20日 | 浦山桐郎                     | 日本の旗                        | 55   | 映画監督                               |
| 10月 | 24日 | 永田雅一                     | 日本の旗                        | 79   | プロデューサー                         |
| 11月 | 24日 | 折原啓子                     | 日本の旗                        | 59   | 女優                                   |
| 12月 | 12日 | アン・バクスター             | アメリカ合衆国の旗              | 62   | 女優                                   |
| 12月 | 18日 | 十朱久雄                     | 日本の旗                        | 77   | 俳優                                   |
| 12月 | 21日 | 藤原釜足                     | 日本の旗                        | 80   | 俳優                                   |
| 12月 | 31日 | サム・スピーゲル             | アメリカ合衆国の旗              | 84   | 映画プロデューサー                     |